# آبشار کائوتز کریک
آبشار کائوتز کریک (به انگلیسی: Kautz Creek Falls) آبشاری است که در پارک ملی کوه رینیر، ایالات متحده آمریکا واقع شده و ارتفاع کلی ریزشگاه آن ۴۰۰ فوت (۱۲۰ متر) است.